# Ramamoorthy Ramesh
Ramamoorthy Ramesh (* 1960 in Chennai, früher Madras) ist ein Physiker indischer Herkunft an der University of California, Berkeley.
Ramesh erwarb 1980 an der University of Madras einen Bachelor in Chemie und 1983 am Indian Institute of Science einen Bachelor in Metallurgie. Einen Master und einen Ph.D. (1987) in Materialwissenschaften erwarb er an der University of California, Berkeley und dem Lawrence Berkeley National Laboratory. Am Lawrence Berkeley Laboratory arbeitete er auch als Postdoktorand, bevor er 1989 zu Bell Communications Research (Bellcore) in die Industrie wechselte.
1995 erhielt Ramesh eine erste Professur (Associate Professor) an der University of Maryland, College Park, 1999 ebendort eine ordentliche Professur. Seit 2004 ist er Professor an der University of California, Berkeley.
Ramesh beschäftigt sich mit der Elektronik von Oxiden, insbesondere dauerhaften ferro-elektrischen Speichern (Ferroelectric Random Access Memory), und mit den elektrischen und magnetischen Eigenschaften dünner hochqualitativer Filme epitaktischer Bismut-Ferrite. 2003 konnten er und seine Arbeitsgruppe an der University of Maryland, College Park zeigen, dass multiferroische BiFeO3-Filme eine ausgedehnte ferroelektrische Polarisation aufweisen. Außerdem besteht eine elektromagnetische Beeinflussung von ferromagnetischen und antiferromagnetischen Eigenschaften. Die Entdeckung stellte einen wichtigen Schritt bei der Entwicklung moderner Speichermedien wie Flash-Speicher oder Solid-State-Drive dar.
Zahlreiche Arbeiten Rameshs befassen sich mit der Herstellung und den physikalischen Eigenschaften komplexer Oxid-Materialien. Neuere Arbeiten befassen sich mit thermoelektrischer und photovoltaischer Energieumwandlung innerhalb komplexer Oxid-Heterostrukturen.
2001 wurde er Fellow der American Physical Society. 2005 wurde Ramesh zum Fellow der American Association for the Advancement of Science gewählt, 2020 zum auswärtigen Mitglied der Royal Society, 2022 zum Mitglied der American Academy of Arts and Sciences und 2024 zum Mitglied der National Academy of Sciences. Seit 2014 zählt ihn Thomson Reuters aufgrund der Zahl der Zitationen seiner Arbeiten zu Multiferroika zu den Favoriten auf einen Nobelpreis für Physik (Thomson Reuters Citation Laureates). 2018 erhielt er den IUPAP Magnetism Award and Néel Medal für bahnbrechende Entdeckungen in neuartigen Multiferroika und magnetoelektrischen Materialien und ihre Anwendung in zukunftsträchtigen Technologien (Laudatio). Für 2022 wurde Ramesh und anderen der CMD Europhysics Prize zugesprochen.